# Pseudepixanthis minor
Pseudepixanthis minor är en skalbaggsart som beskrevs av Renaud Maurice Adrien Paulian 1990. Pseudepixanthis minor ingår i släktet Pseudepixanthis och familjen Cetoniidae. Inga underarter finns listade i Catalogue of Life.